# Colțea Brașov
El Coltea Brasov es un equipo de fútbol de Rumania que juega en la Liga IV, la cuarta división de fútbol en el país.

## Historia
Fue fundado en el año 1920 en la ciudad de Brasov, en el centro de Rumania por los militares de la ciudad como un equipo filial del Colțea București, y en tan solo 7 años de vida, ganó el título de la Liga I en su segunda aparición en el torneo nacional, ya que un año antes habían perdido la final.
Al ser un equipo compuesto prácticamente por soldados, desapareció en el año 1931 a causa de la Segunda Guerra Mundial, cediendo su lugar en el fútbol de Brasov a los equipos Braşovia Braşov y FC Brașov.
En el año 2015 el club es refundado y tomando parte de la Liga V para la temporada 2015/16.

## Palmarés
- Liga I: 1

1927/28